# Deutz D 50

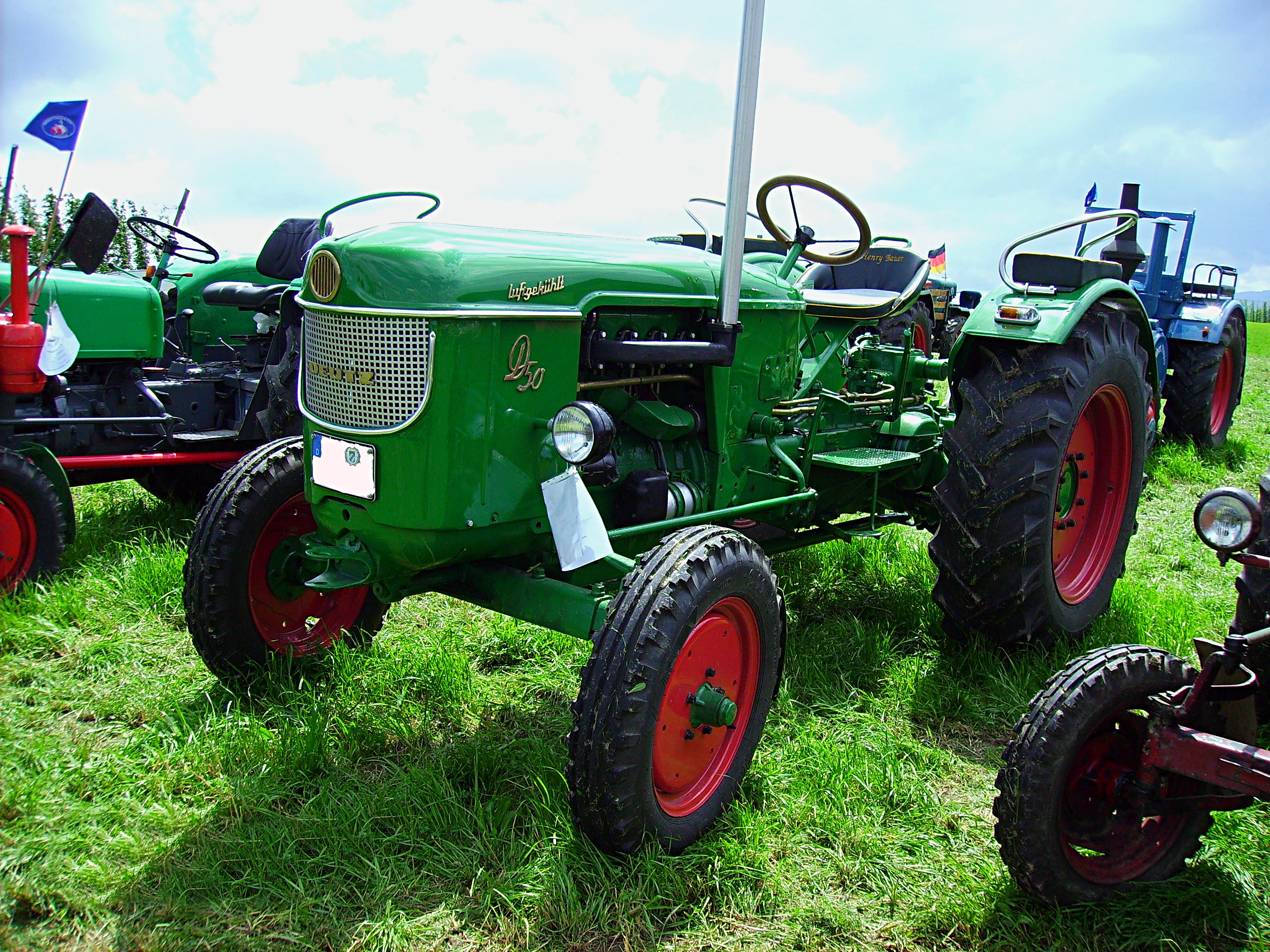
Deutz D 50

Der Deutz D 50 ist ein Traktor der Marke Deutz aus der Deutz D-Serie, der von 1959 bis 1962 in den Deutz-Werken in Köln produziert wurde und vor dem Deutz D 80 der vorletzte Schlepper aus der D-Reihe war. Insgesamt wurden von diesem Deutz-Modell 24.000 Traktoren gebaut.
Der Deutz-Traktor war mit einem luftgekühlten Vierzylinder-Motor vom Typ F4L 712 ausgestattet, der 46 PS leistete. Die Geschwindigkeitsdifferenzen zur genaueren landwirtschaftlichen Bearbeitung des Bodens wurden durch das Deutz-Schubradgetriebe mit seinen sieben Vorwärtsgängen und den drei Rückwärtsgängen berücksichtigt. Zusätzlich war ein Gang als extrem langsamer Kriechgang ausgelegt. Das Eigengewicht des Traktors beträgt 2155 Kilogramm bei einer Breite von 1865 mm und einer Länge von 3630 mm. Der Schlepper war durch seinen täglichen Einsatz in der Land- und Forstwirtschaft sowie seine Hubkraft von circa 1350 kg äußerst beliebt. Er besitzt neben einer fünffach gelagerten Kurbelwelle und einer Einspritzpumpe mit Düsenhalter der Firma Bosch einen Hubraum von insgesamt 3400 cm³. Der Traktor erreicht eine Höchstgeschwindigkeit von 20 km/h, zudem gehört eine Trommelbremse, ausgeführt als Dreipedalbremse mit automatischem Bremsausgleich und eine Getriebehandbremse zur standardmäßigen Ausstattung des Deutz-Traktors.
Die vorletzte Version der D-Reihe besitzt eine elektrische Ausrüstung, die aus zwei Scheinwerfern mit Fern-, Stand- und Abblendlicht, Kennzeichenlicht, Bremslicht, Schlusslicht sowie einer Blinkanlage und einer Hupe besteht. Des Weiteren hat der Deutz D 50 eine Steckdose für die Anhängerbeleuchtung, ein Glühüberwacher, eine Ladeanzeige und ein Glühanlassschalter. Die optionale Sonderausstattung umfasste unter anderem einen Baas-Frontlader, ein Fritzmaier-Verdeck, einen zweiten Kotflügelsitz sowie eine Seilwinde.